# سیارک ۲۰۹۰۱
سیارک ۲۰۹۰۱ (به انگلیسی: 20901 Mattmuehler، نامگذاری:2000XO6) بیست هزار و نهصد و یکمین سیارک کشف شده‌است که در ۱ دسامبر ۲۰۰۰ کشف شد.
قدر مطلق سیارک برابر ۱۶.۲ است.